# فریگیت کلاس نیلگیری
فریگیت کلاس نیلگیری (به انگلیسی: Nilgiri-class frigate) یک کلاس از کشتی است که طول آن 113 m می‌باشد.